# Julian Kern
Julian Kern (Breisach am Rhein, 28 december 1989) is een Duits voormalig wielrenner. In 2011 werd hij Europees kampioen op de weg bij de beloften. Nadat hij aan het eind van het seizoen 2014 geen nieuwe ploeg wist te vinden, besloot hij zijn wielercarrière te beëindigen.

## Belangrijkste overwinningen
2011
 Europees kampioen op de weg, Beloften
2012
3e etappe Flèche du Sud

## Ploegen
- 2009 –  Seven Stones (stagiair vanaf 1-8))
- 2010 –  Seven Stones
- 2011 –  Seven Stones
- 2012 –  Leopard-Trek Continental Team
- 2013 –  AG2R La Mondiale
- 2014 –  AG2R La Mondiale

Albinus · Bercz · Calles · Glowatzki · Hümbert · Lachmann · Nordhoff · Roth · Schmitt · Wagner · Westmattelmann · Kern (stagiair)
Bercz · Bontenackels · Calles · Henig · Hümbert · Kern · Nordhoff · Roth · Schmieg · Wagner · Koch (stagiair)
Benning · Hümbert · Johr · Kern · Knauer · Nordhoff · Pfeiffer · Roth · Schnaidt (stagiair)
Appollonio ·
Bagdonas ·
Bardet ·
Belletti ·
Bérard ·
Betancur ·
Bonnafond ·
Bouet ·
Chainel ·
Cherel ·
Domont ·
Dumoulin ·
Dupont ·
Gadret ·
Gastauer ·
Georges (tot 31/05) ·
Hoetarovitsj ·
Houle ·
Iglinski ·
Kadri ·
Kern · 
Minard ·
Mondory ·
Montaguti ·
Nocentini ·
Péraud ·
Pozzovivo ·
Ravard ·
Riblon ·
Brun (stagiair) ·
Chavanne (stagiair) ·
Latour (stagiair)
Appollonio · Bagdonas · Bardet · Bérard · Betancur · Bonnafond · Bouet · Chainel · Cherel · Daniel · Domont · Dumoulin · Dupont · Gastauer · Gaudin · Gougeard · Gretsch · Houle · Hoetarovitsj · Kadri · Kern · Minard · Mondory · Montaguti ·  Nocentini · Péraud · Pozzovivo · Riblon · Turgot · Vuillermoz · Bidard (stagiair) · Denz (stagiair) · Raibaud (stagiair)